# Сулкув (Нижньосілезьке воєводство)
Сулкув (пол. Sułków) — село в Польщі, у гміні Ґура Ґуровського повіту Нижньосілезького воєводства.
Населення — 136 осіб (2011).
У 1975-1998 роках село належало до Лешненського воєводства.

## Демографія
Демографічна структура станом на 31 березня 2011 року:
|          | Загалом | Допрацездатний вік | Працездатний вік | Постпрацездатний вік |
| -------- | ------- | ------------------ | ---------------- | -------------------- |
| Чоловіки | 72      | 20                 | 46               | 6                    |
| Жінки    | 64      | 16                 | 39               | 9                    |
| Разом    | 136     | 36                 | 85               | 15                   |